# انریکه
انریکه(اسپانیایی: Enrique‎ تلفظ اسپانیایی: [enˈrike])  یک نام مردانه اسپانیایی است و در معانی زیر کاربرد دارد:
- انریکه ایگلسیاس: خواننده
- لوییز انریکه: فوتبالیست
- انریکه ایرازوکی: هنرپیشه
- ریکی مارتین معروف به ریکی مارتین: خواننده